# Stéphane Robert (Tennisspieler)
Stéphane Robert (* 17. Mai 1980 in Montargis) ist ein französischer Tennisspieler.

## Karriere
Stéphane Robert begann im Alter von acht Jahren mit dem Tennisspielen, es dauerte jedoch bis zum Jahr 2001, bis er sich für eine Karriere als Tennisprofi entschieden hatte. Im Februar 2002 gewann er in Tel Aviv seinen ersten Titel bei einem Future-Turnier und stieg daraufhin in die Top 400 der ATP-Weltrangliste ein. Nach drei weiteren Future-Titeln im Juni und Juli 2003 spielte er im September 2003 in Kiew erstmals ein Turnier der ATP Challenger Tour und erreichte auf Anhieb das Halbfinale. Eine Woche später in Sofia konnte er sogar den Titel gewinnen. Das Jahr beendete Robert auf Rang 230 der Weltrangliste.
Im April 2004 konnte er sich in Houston erstmals für die Hauptrunde eines ATP-Turniers qualifizieren. Er besiegte dort in der ersten Runde seinen Landsmann Jean-Christophe Faurel, bevor er gegen Luis Horna in drei Sätzen ausschied. 2004 bekam er vom französischen Verband eine Wildcard für die French Open und damit erstmals die Möglichkeit bei einem Grand-Slam-Turnier zu spielen; er verlor dort in der ersten Runde gegen den an Position 30 gesetzten Mariano Zabaleta. Im September 2004 gewann Robert in Budapest seinen zweiten Challenger-Titel. Im Jahr 2005 gewann Robert nur wenige Matches: die einzigen Erfolge in diesem Jahr waren ein Future-Titel in Barcelona im Oktober sowie ein Doppeltitel beim Challenger-Turnier von La Réunion im November an der Seite von Teimuras Gabaschwili. In der Weltrangliste fiel er auf Platz 586 zurück.
Das Jahr 2006 wurde erfolgreicher. Nach einem weiteren Future-Titel konnte er in Wrexham erstmals seit über einem Jahr wieder ein Challenger-Finale erreichen; zudem gewann er im Doppel an der Seite von Jean-François Bachelot den Titel. Im März 2006 folgte ein weiterer gemeinsamer Titel in Cherbourg, sodass das Duo eine Wildcard für die French Open bekam. Nachdem sie das erste Match hatte gewinnen können, schieden sie jedoch in der zweiten Runde gegen die gesetzten Andrei Pavel und Alexander Waske aus. Im Einzel verlief das Jahr weniger erfolgreich, Robert konnte sich jedoch aufgrund seiner Erfolge am Jahresanfang in den Top 300 halten. Zu Beginn des Jahres 2007 gewann Robert zwei Future-Titel, ehe er einen Rückschlag erleiden musste. Aufgrund einer Infektion mit Hepatitis A musste er von Februar 2007 bis Juni 2008 mit dem Sport pausieren. Dadurch verlor er alle seine Weltranglistenpunkte. Innerhalb von sechs Monaten erreichte er 2008 dank zweier Future-Titel sowie drei weiterer Endspiele wieder einen Platz in den Top 400.
Das Jahr 2009 verlief ähnlich erfolgreich. Dank mehrerer Future-Titel und -Endspiele kletterte er im Ranking kontinuierlich und konnte ab März 2009 wieder auf Challenger-Turnieren spielen. Im Juni 2009 gewann er in Košice seinen dritten Challenger-Titel, den ersten seit fast fünf Jahren. Im September 2009 folgte in Alphen aan den Rijn der nächste Titel, zudem erreichte er in Orléans und Jersey jeweils das Finale. Dabei besiegte er unter anderem seinen Landsmann Jérémy Chardy, zu diesem Zeitpunkt Weltranglisten-36. Er beendete das Jahr auf seiner bislang besten Platzierung, Rang 108. Im Januar 2010 konnte Robert nach über fünf Jahren sein Comeback auf der ATP Tour feiern. Nach einer Zweitrundenniederlage in Chennai gewann er in der ersten Runde der Australian Open gegen den Italiener Potito Starace zum ersten Mal ein Grand-Slam-Match im Einzel. In der zweiten Runde schied er gegen den an Position 31 gesetzten Spanier Albert Montañés in fünf Sätzen aus, nachdem er nach Sätzen bereits mit 2:0 geführt hatte. Im Februar 2010 feierte er dann den bislang größten Erfolg seiner Karriere. In Johannesburg erreichte Robert nach Siegen unter anderem über den Weltranglisten-18. David Ferrer sein erstes ATP-Finale. Dort unterlag er dem Spanier Feliciano López. Dennoch stieg er daraufhin erstmals in die Top 100 der Weltrangliste ein. Beim Challenger-Turnier von Tanger war er an Position 1 gesetzt und gewann das Turnier im Endspiel gegen Oleksandr Dolhopolow. Dadurch erreichte er mit Rang 61 seine bislang beste Platzierung in der Weltrangliste. Ab dann spielte er hauptsächlich auf der ATP Tour, konnte jedoch nur bei fünf von 14 gespielten Turnieren die zweite Runde erreichen. Dadurch fiel er zum Jahresende wieder auf Platz 122 zurück.
Anfang 2011 konnte sich Robert nach einer Zweitrundenniederlage in Chennai erfolgreich für die Australian Open qualifizieren. In der ersten Hauptrunde verlor er in vier Sätzen gegen den an Position 14 gesetzten Nicolás Almagro. Nach einer Challenger-Halbfinalteilnahme in Cherbourg im Februar 2011 konnte er im März in Le Gosier das Challenger-Finale erreichen. Dabei besiegte er unter anderem die Top-100-Spieler Dustin Brown, Pablo Andújar und Jarkko Nieminen, verlor jedoch im Finale gegen Olivier Rochus. Im Doppel gewann er darüber hinaus zusammen mit Riccardo Ghedin seinen ersten Titel seit über fünf Jahren. Ende April erreichte Robert in Ostrava durch einen Sieg über den an Position 3 gesetzten Benoît Paire ein weiteres Challenger-Finale, das er klar gegen den Qualifikanten Ádám Kellner gewann. Neben dem Einzeltitel gewann er zudem zusammen mit Olivier Charroin auch den Titel in der Doppelkonkurrenz. Nach einer Challenger-Halbfinalteilnahme in Bordeaux qualifizierte er sich Ende Mai erfolgreich für die French Open, bei denen er in der ersten Runde auf den Weltranglistensechsten Tomáš Berdych traf. Nachdem der letztjährige Halbfinalist nach Sätzen bereits mit 2:0 geführt hatte, konnte sich Robert ins Match zurück kämpfen; er gewann schließlich mit 9:7 im fünften Satz. In der zweiten Runde unterlag er Fabio Fognini. Im weiteren Jahr konnte er keine Einzelbegegnung auf der ATP Tour gewinnen, beim Challenger in Posen konnte er das Halbfinale erreichen und verlor gegen Jerzy Janowicz. Des Weiteren gewann er in Posen das Doppelfinale gemeinsam mit Olivier Charroin und erreichte mit demselben Doppelpartner die Finale in Braunschweig und Sopot. 2012 konnte Robert kein Einzelmatch auf der World Tour gewinnen. Auf der Challenger Tour erreichte er nur das Halbfinale in Bercuit, in dem er sich dem späteren Turniersieger Thiemo de Bakker geschlagen geben musste. Das einzige Challenger-Doppelfinale in diesem Jahr verlor Robert mit seinem Partner Laurent Rochette in St. Brieuc gegen Laurynas Grigelis und Rameez Junaid.
Anfang 2013 verlor Robert das Einzelfinale bei Challenger-Turnier in Burnie gegen John Millman. In den nachfolgenden Monaten erreichte er auch die Vorschlussrunde der Challenger in Sydney und Mersin. In Wimbledon kam er in die zweite Runde, wo ihn sein Landsmann Benoît Paire besiegte, bei den US Open verlor er in der zweiten Runde gegen den Franzosen Richard Gasquet. Nach den US Open nahm er am Challenger-Turnier in Sevilla erfolgreich im Einzel und im Doppel teil. Im Einzel verlor er das Finale gegen Daniel Gimeno Traver, im Doppel setzte sich Robert mit seinem Doppelpartner Alessandro Motti im Finale gegen die Paarung Stephan Fransen und Wesley Koolhof durch.
Zu Beginn des Jahres 2014 schaffte Robert sein bestes Ergebnis im Einzel bei einem Grand-Slam-Turniers. Bei den Australian Open unterlag er im Achtelfinale Andy Murray, nachdem er als Lucky Loser in das Hauptfeld nachgerückt war und die ersten drei Runden gegen Spieler gewonnen hatte, die höhere Weltranglistenplätze als Robert hatten. Dadurch erreichte er erneut die Top 100 der Weltrangliste im Einzel. Im weiteren Saisonverlauf konnte er nur noch ein Einzelmatch auf der World Tour gewinnen, in Rom schied er in der zweiten Runde gegen Ernests Gulbis aus. Mit Jesse Huta Galung nahm Robert als Lucky Loser in der Doppelkonkurrenz in Barcelona teil. In der ersten Runde schlugen sie die an Position 4 gesetzten David Marrero und Fernando Verdasco. Nach zwei weiteren Siegen trafen sie im Finale auf die an Position 5 gesetzten Daniel Nestor und Nenad Zimonjić. Robert und Galung gewannen das Finale und damit Roberts ersten Titel auf der ATP Tour. Mit diesem Titel konnte Robert erstmals in die Top 100 der Doppelweltrangliste vorstoßen. 2015 gewann Robert nur ein einziges Match auf der World Tour: in Gstaad gegen João Souza. In der zweiten Runde unterlag er Thomaz Bellucci. Bei Challenger-Turnieren kam er auch nur in Hua Hin über das Viertelfinale hinaus. Im Finale musste er sich hier dem Japaner Yūichi Sugita geschlagen geben.
Anfang 2016 erreichte er bei den Australian Open die dritte Runde, die er gegen seinen Landsmann Gaël Monfils verlor. In den nachfolgenden Wochen zog er in zwei Challenger-Finals ein. In Neu-Delhi gewann er dieses gegen Saketh Myneni, in Guadalajara besiegte ihn Malek Jaziri. Nach mehreren Erst- und Zweitrundenniederlagen auf der World Tour verlor Robert in Hamburg im Halbfinale gegen den späteren Turniersieger Martin Kližan. Auch beim Turnier in Moskau verlor er das Halbfinale gegen den Turniersieger Pablo Carreño Busta. Nach dem Turnier in Moskau stand Robert auf Platz 50 der Weltrangliste, sein höchster Stand. Im Doppel konnte er bei sechs aufeinander folgenden Turnierteilnahmen in der Doppelkonkurrenz mit verschiedenen Partnern die zweite Runde erreichen, wo sie jeweils gegen die gegnerischen Doppelteams Niederlagen einsteckten: in Wimbledon und bei den US Open mit Dudi Sela, in Hamburg mit Jérémy Chardy, in Winston-Salem mit Andrei Kusnezow, sowie in Shenzhen und Moskau mit Michail Kukuschkin.
Das Jahr 2017 startete im Einzel erfolglos, da er sowohl auf der World Tour als auch bei Challenger-Turnieren viele Erst- und Zweitrundenniederlagen hinnehmen musste. Er verlor sehr schnell Positionen in der Weltrangliste. Ein erster Erfolg stellte sich im September in Izmir ein, wo er das Finale gegen Illja Martschenko verlor. Im November konnte er sich im Challenger-Finale in Kōbe gegen Calvin Hemery durchsetzen. In Buenos Aires wurden Robert und sein Doppelpartner Paolo Lorenzi von Pablo Cuevas und Pablo Carreño Busta im Viertelfinale eines World Tour-Turniers besiegt. Mit seinem Turniersieg Anfang Februar 2018 in Burnie gegen Daniel Altmaier im Finale wurde Robert mit 37 Jahren und 8 Monaten der zweitälteste Sieger eines Challenger-Turniers. Nur Dick Norman war bei einem Challenger-Sieg älter. In Wimbledon schied Robert in der zweiten Runde gegen Matthew Ebden aus. Nach Wimbledon überstand er weder auf Turnieren der World Tour noch der Challenger Tour die erste Runde. Im Doppel erreichte Robert mit seinem Partner Calvin Hemery bei den French Open das Achtelfinale, wo sie Máximo González und Nicolás Jarry unterlagen.
Von Anfang 2019 bis zum Ausbruch der COVID-19-Pandemie war sein größter Erfolg das Erreichen des Viertelfinales des Challengers in Burnie im Januar 2019. Dort verlor er gegen Maverick Banes.

## Erfolge
| Legende (Anzahl der Siege)  |
| Grand Slam                  |
| ATP World Tour Finals       |
| ATP World Tour Masters 1000 |
| ATP World Tour 500 (1)      |
| ATP World Tour 250          |
| ATP Challenger Tour (17)    |

| Titel nach Belag |
| Hartplatz (0)    |
| Sand (1)         |
| Rasen (0)        |

### Einzel

#### Turniersiege
| Nr. | Datum              | Turnier             | Belag         | Finalgegner          | Ergebnis        |
| --- | ------------------ | ------------------- | ------------- | -------------------- | --------------- |
| 1.  | 14. September 2003 | Sofia               | Sand          | Daniel Elsner        | 6:1, 4:6, 7:64  |
| 2.  | 18. September 2004 | Budapest            | Sand          | Alessio di Mauro     | 6:1, 4:6, 7:5   |
| 3.  | 13. Juni 2009      | Košice              | Sand          | Jiří Vaněk           | 7:65, 7:65      |
| 4.  | 13. September 2009 | Alphen aan den Rijn | Sand          | Michael Russell      | 7:62, 5:7, 7:65 |
| 5.  | 20. Februar 2010   | Tanger              | Sand          | Oleksandr Dolhopolow | 7:65, 6:4       |
| 6.  | 1. Mai 2011        | Ostrava             | Sand          | Ádám Kellner         | 6:1, 6:3        |
| 7.  | 21. Februar 2016   | Neu-Delhi           | Hartplatz     | Saketh Myneni        | 6:3, 6:0        |
| 8.  | 12. November 2017  | Kōbe                | Hartplatz (i) | Calvin Hemery        | 7:61, 6:75, 6:1 |
| 9.  | 3. Februar 2018    | Burnie              | Hartplatz     | Daniel Altmaier      | 6:1, 6:2        |

#### Finalteilnahmen
| Nr. | Datum           | Turnier      | Belag     | Finalgegner     | Ergebnis |
| --- | --------------- | ------------ | --------- | --------------- | -------- |
| 1.  | 7. Februar 2010 | Johannesburg | Hartplatz | Feliciano López | 5:7, 1:6 |

### Doppel

#### Turniersiege

##### ATP World Tour
| Nr. | Datum          | Turnier   | Belag | Partner           | Finalgegner                  | Ergebnis |
| --- | -------------- | --------- | ----- | ----------------- | ---------------------------- | -------- |
| 1.  | 27. April 2014 | Barcelona | Sand  | Jesse Huta Galung | Daniel Nestor Nenad Zimonjić | 6:3, 6:3 |

##### ATP Challenger Tour
| Nr. | Datum              | Turnier    | Belag         | Partner                | Finalgegner                           | Ergebnis         |
| --- | ------------------ | ---------- | ------------- | ---------------------- | ------------------------------------- | ---------------- |
| 1.  | 8. August 2004     | Posen (1)  | Sand          | Adam Chadaj            | Tomáš Cibulec David Škoch             | 3:6, 6:1, 6:2    |
| 2.  | 26. November 2005  | La Réunion | Hartplatz     | Teimuras Gabaschwili   | Ivan Cerović Petar Popović            | 6:4, 6:3         |
| 3.  | 29. Januar 2006    | Wrexham    | Hartplatz (i) | Jean-François Bachelot | Colin Fleming Jamie Murray            | 6:4, 7:5         |
| 4.  | 5. März 2006       | Cherbourg  | Hartplatz (i) | Jean-François Bachelot | Sanchai Ratiwatana Sonchat Ratiwatana | 7:65, 6:3        |
| 5.  | 19. März 2011      | Le Gosier  | Hartplatz     | Riccardo Ghedin        | Arnaud Clément Olivier Rochus         | 6:2, 5:7, [10:7] |
| 6.  | 1. Mai 2011        | Ostrava    | Sand          | Olivier Charroin       | Andis Juška Alexander Kudrjawzew      | 6:4, 6:3         |
| 7.  | 24. Juli 2011      | Posen (2)  | Sand          | Olivier Charroin       | Franco Ferreiro André Sá              | 6:2, 6:3         |
| 8.  | 13. September 2013 | Sevilla    | Sand          | Alessandro Motti       | Stephan Fransen Wesley Koolhof        | 7:5, 7:5         |